# Golden Park
Der Golden Park ist ein Stadion in Columbus im US-amerikanischen Bundesstaat Georgia.
Ursprünglich 1951 eröffnet wurde die Sportstätte vor den Olympischen Sommerspielen 1996 extra für die Softball-Wettbewerbe dieser Sportveranstaltung neu errichtet. Sie befindet sich 168 Kilometer südwestlich von Atlanta an Georgias größtem Fluss, dem Chattahoochee River. Das Stadion hatte zur Zeit der dort abgehaltenen olympischen Wettbewerbe ein Fassungsvermögen von 8.500 Zuschauern.

## Quelle
- „City Guide Atlanta – Alle Sportstätten und Sehenswürdigkeiten“, Sport-Bild vom 26. Juni 1996, S. 37–48